# Friedhof Meersburg

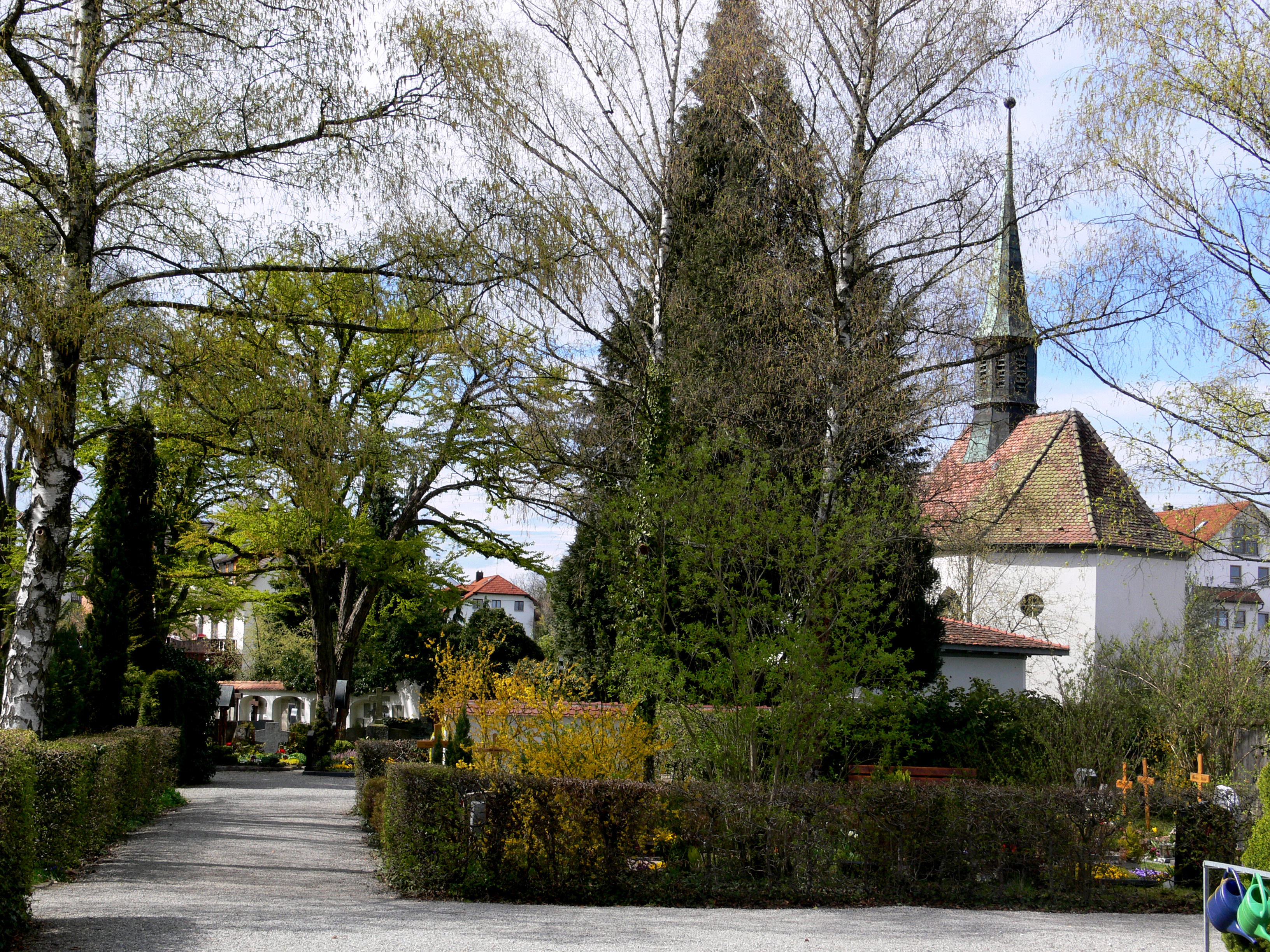
Friedhof Meersburg mit Friedhofskapelle

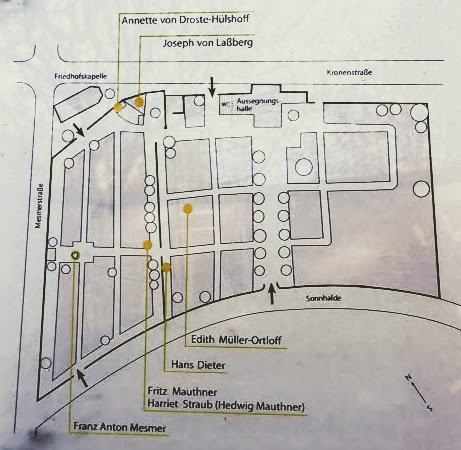
Gräber bedeutender Persönlichkeiten – Lageplan am Haupteingang zum Friedhof Meersburg von der Kronenstraße her.

Der Friedhof Meersburg ist ein Friedhof, der nördlich der Oberstadt von Meersburg liegt.
Der Friedhof ist parkähnlich angelegt und wurde 1682 neben der bereits seit 1511 bestehenden Kapelle Mariä Himmelfahrt (später Friedhofskapelle) eröffnet. Auf ihm ruhen bekannte Persönlichkeiten, unter anderen Annette von Droste-Hülshoff. Er wird als städtischer Friedhof geführt.

## Lage
Der Friedhof wird durch die Mesmerstraße, Sonnenhalde und Kronenstraße begrenzt. Der Haupteingang befindet sich in der Kronenstraße. Nebeneingänge sind der nördliche Eingang bei der Friedhofskapelle und der südliche stadtnähere Eingang bei der Sonnhalde.

## Friedhofsmauer und Friedhofskapelle

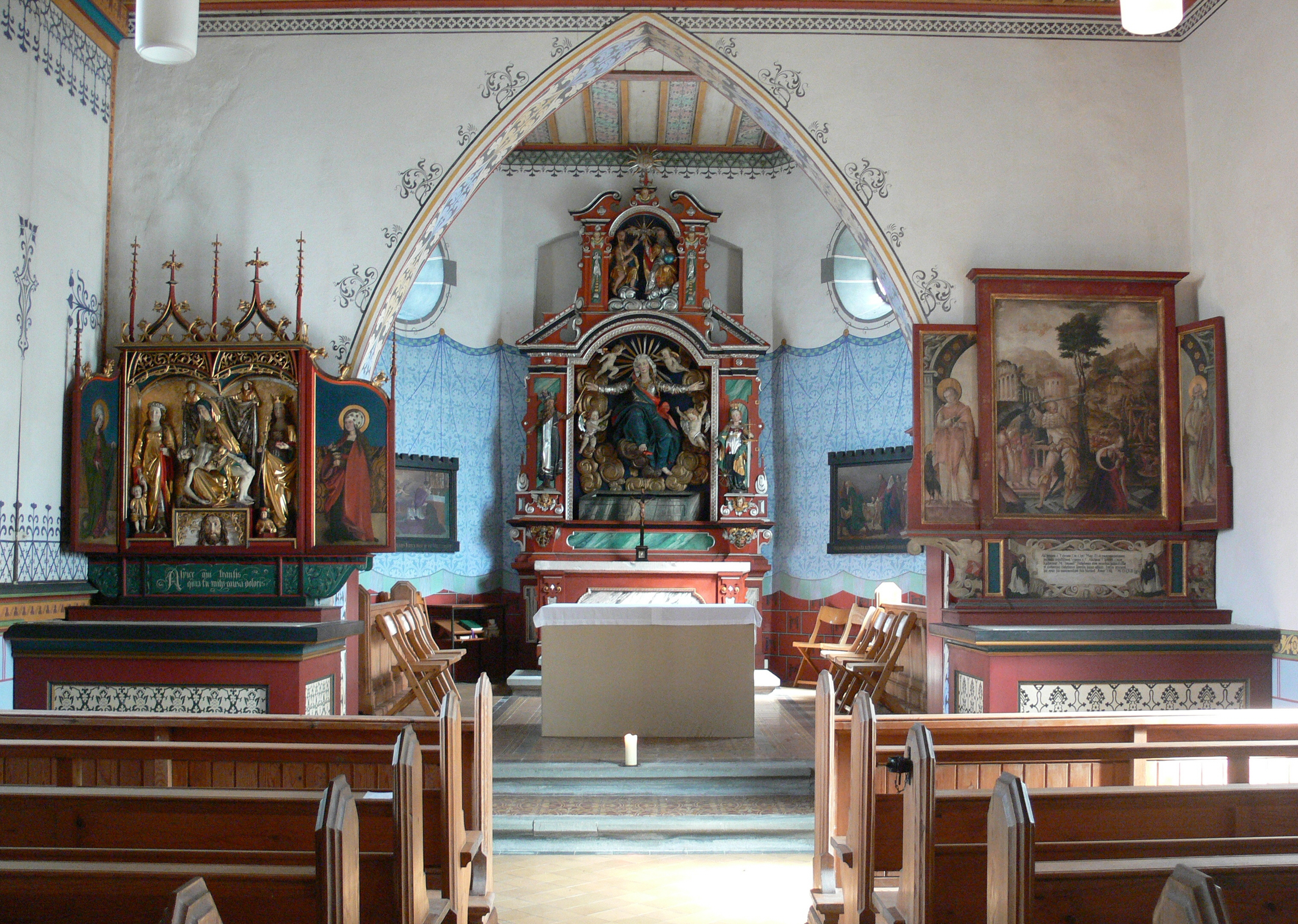
Friedhofskapelle Mariä Himmelfahrt in Meersburg (Bodenseekreis). Innenansicht, Blick zum Chor.

An der äußeren Friedhofsmauer entlang der Mesmerstraße sind Kopien der sieben Kreuzwegtafeln angebracht, die von Hans Müller und Ursula Batin 1657 gestiftet wurden. Die Friedhofskapelle (Liebfrauenkapelle oder Kapelle Beatae Mariae Virginis) befindet sich an der Mesmerstraße/Ecke Kronenstraße. Die Wandmalereien zu Ehren Maria Himmelfahrt sind spätgotisch. Die Kapelle wurde um 1500 erwähnt und war ursprünglich als Siechenkapelle vor den Toren der Stadt für die Pestkranken und Siechen des Siechenhauses eingerichtet. Sie wurde 1682 nach der Verlegung des Friedhofs von der Pfarrkirche vor die Tore der Stadt zur Friedhofskapelle.

## Friedhofsstruktur

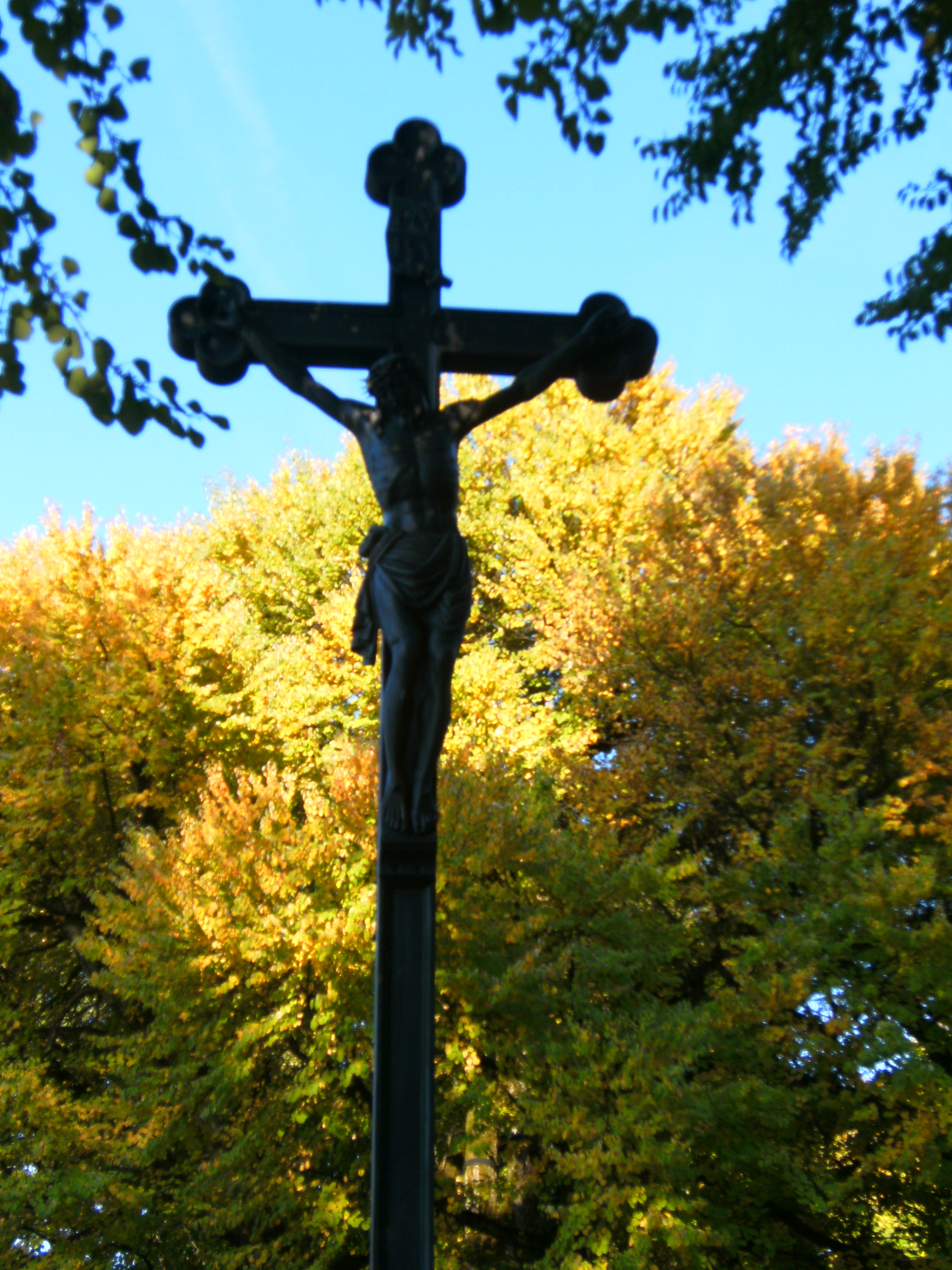
Hochkreuz in der Mitte des alten Friedhofsteils des Meersburger Friedhofs

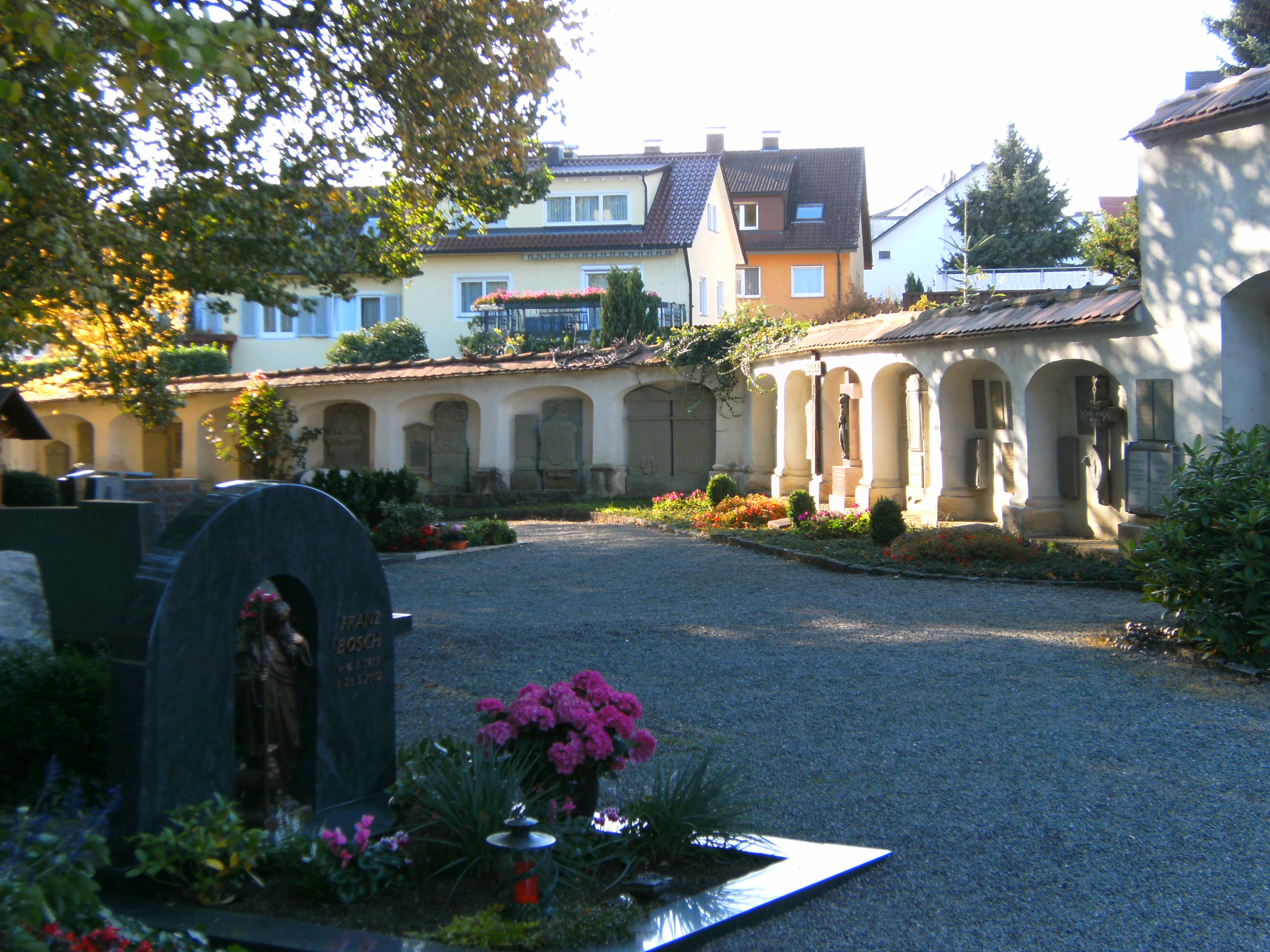
Historische Grabsteine an der Friedhofsmauer

Der Friedhof wurde in den Jahren 1856, 1891 und 1956 erweitert. Der alte Teil des Friedhofs wurde in vereinfachter Form nach einem Pflanzplan von Franz Sales Meyer in den Jahren 1911/1912 bepflanzt.
. An der westlichen Mauer befinden sich historische Grabsteine. Beim nördlichen Haupteingang befindet sich im Friedhofsgelände seit 1958 die Aussegnungshalle. Am nordwestlichen Nebeneingang ist die Friedhofskapelle. Im Friedhofsgelände auf der Höhe der Friedhofskapelle ist im umfriedeten Bereich das Grab der Annette von Droste-Hülshoff, daneben das ihrer Freundin Amalie Hassenpflug.
Ein markantes Zeichen ist in der alten Mitte des Friedhofs das Hochkreuz mit gekreuzigtem Jesus. Bei diesem Hochkreuz befindet sich das Grab des Magnetiseurs Franz Anton Mesmer, östlich davon das des Philosophen Fritz Mautner mit Harriet Straub und des Bodenseemalers Hans Dieter. Die Gräber der alten Meersburger Familien liegen im Bereich zwischen Friedhofskapelle und Südeingang Sonnenhalde.

## Friedhofsnutzung
Der Charakter des Friedhofes als Parkfriedhof und Friedhof mit Gräbern aus der Meersburger Geschichte wandelt sich in Aussehen und Struktur durch die Tendenz zu Urnengräbern und die Freigabe von Grabstellen.

## Aussegnungshalle

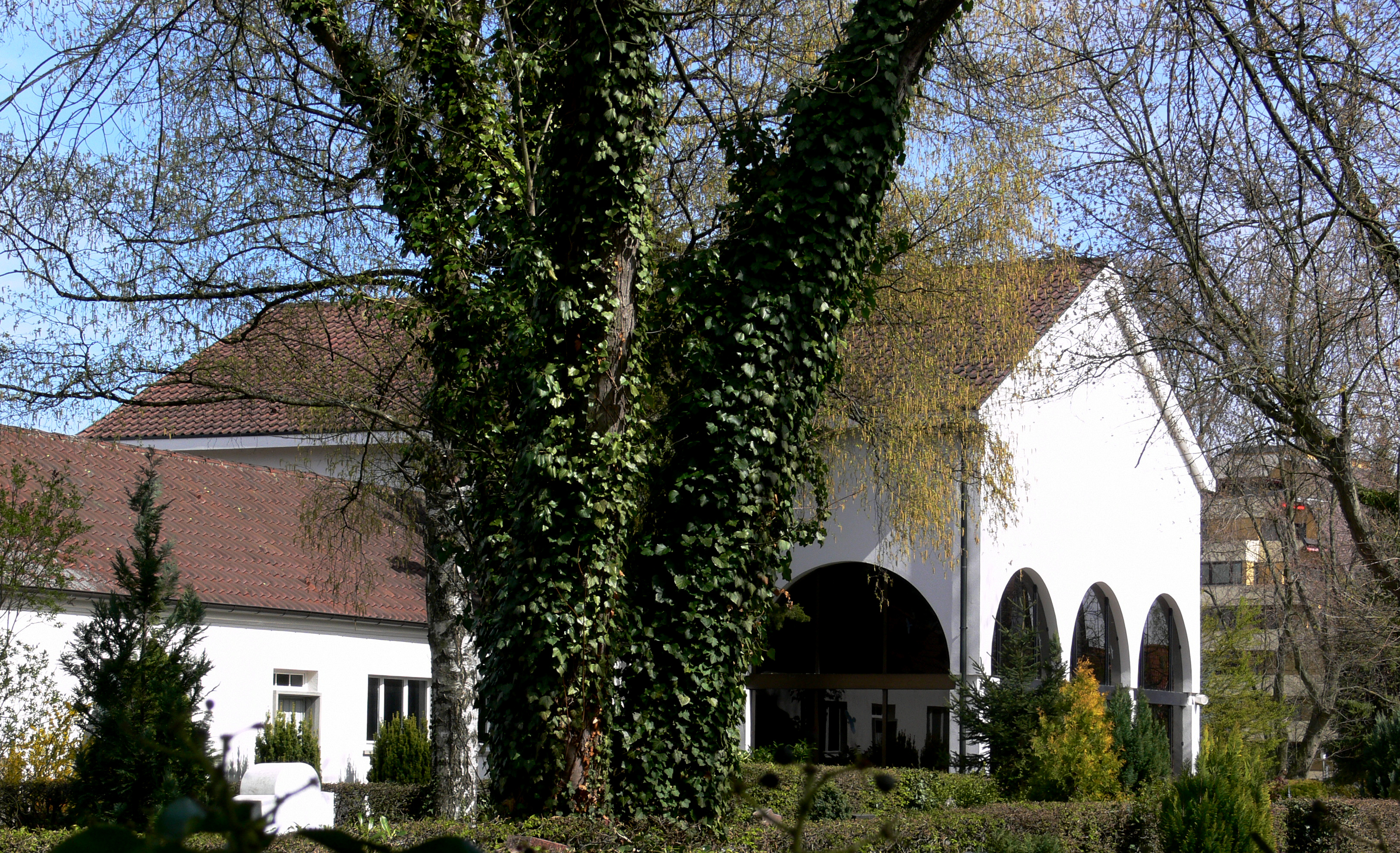
Aussegnungshalle des Friedhofs Meersburg

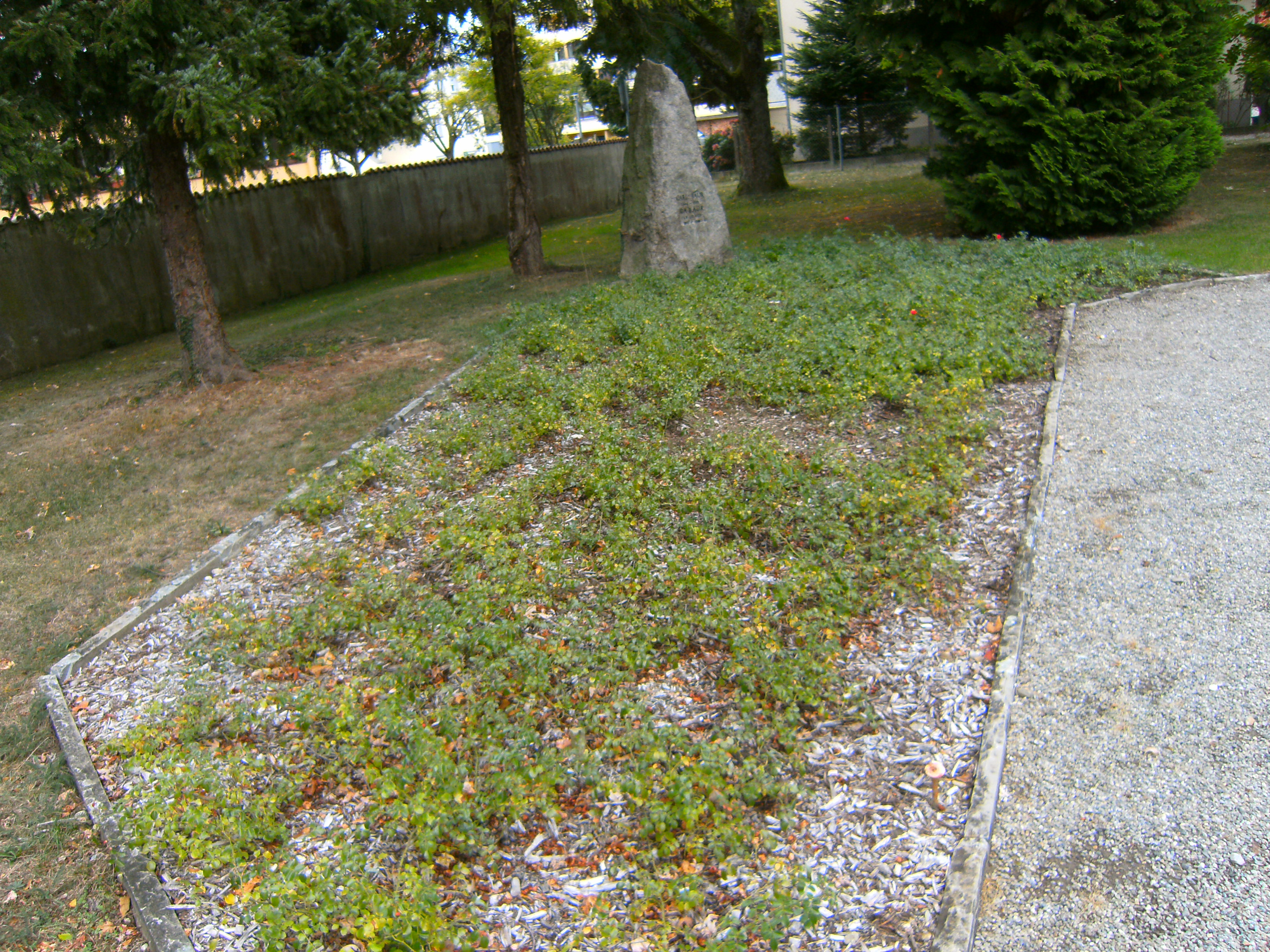
Friedhof Meersburg: Grabfläche neben der Aussegnungshalle

In der 1967 errichteten Aussegnungshalle des Friedhofs befindet sich seit 1970 seitlich eine drei Meter hohe Plastik in Form eines Bronzesegels von Peter Recker. Die gefallenen und vermissten Meersburger Bürger des Zweiten Weltkrieges sind auf der Segel-Fläche namentlich aufgeführt. Die Namen stehen ohne großen Abstand neben- und übereinander und sind zu Gunsten der Gesamtwirkung als Mahnmal und Kunstwerk nur bei näherem Hinschauen entzifferbar. Auf der Rückseite sind drei trauernde Frauen mit Friedenszweig abgebildet. 76 kleine Quadrate um die Frauen symbolisieren die Länder, in denen deutsche Soldaten starben.
Mit einer Inschrift an der linken Seite im Inneren der Aussegnungshalle wird der Toten der Kriege 1870–1871, 1914–1918 und 1939–1945 gedacht, und die Lebenden werden gemahnt.
Die Grabfläche neben der Aussegnungshalle ohne weitere Namensmarkierungen der Gräber wird für die Beisetzung von Obdachlosen und Armen genutzt. Sie ist durch einen mannshohen Findling gekennzeichnet.

## Grabstätten bekannter Personen

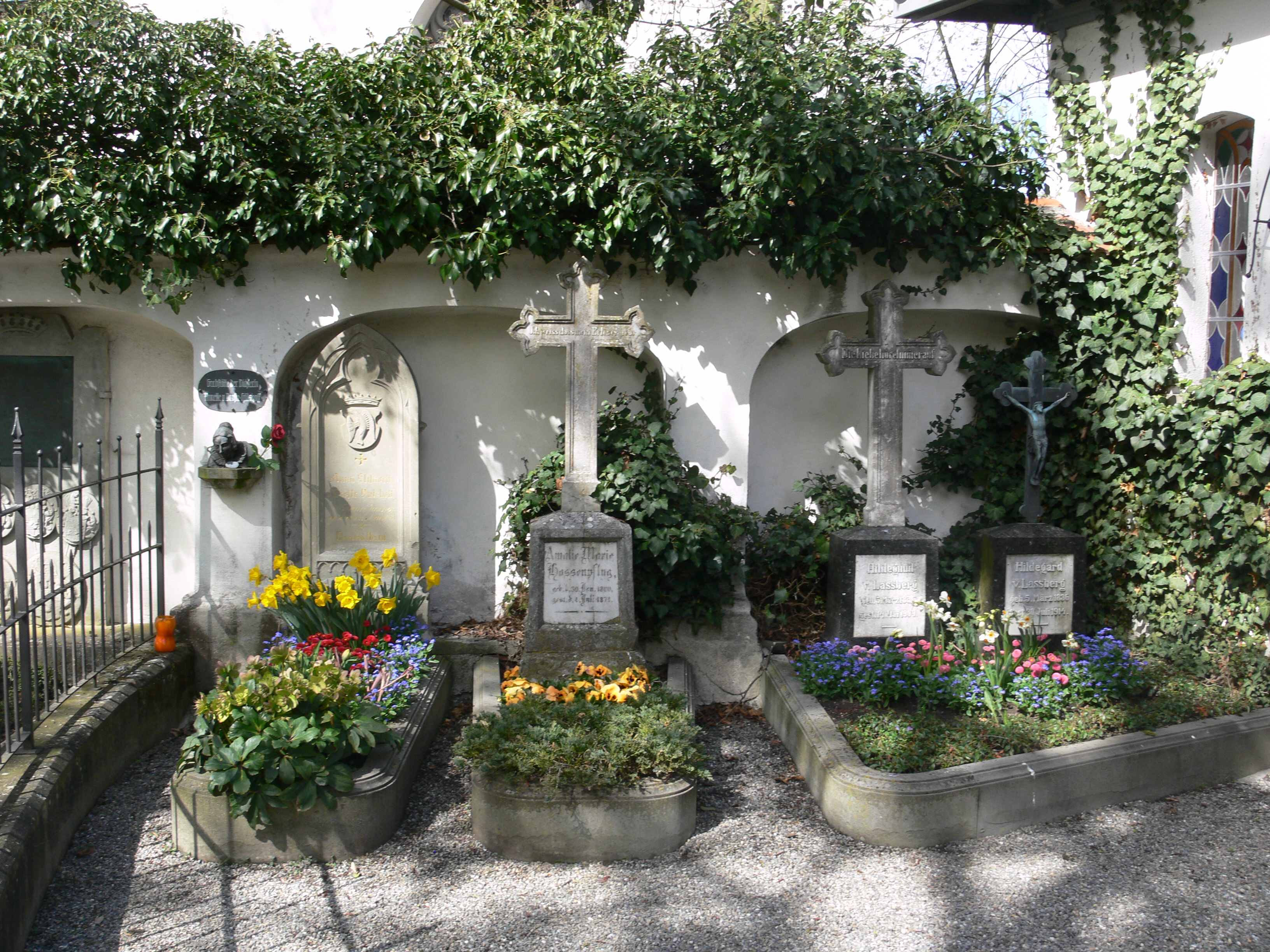
Grabstätte Annette von Droste-Hülshoff

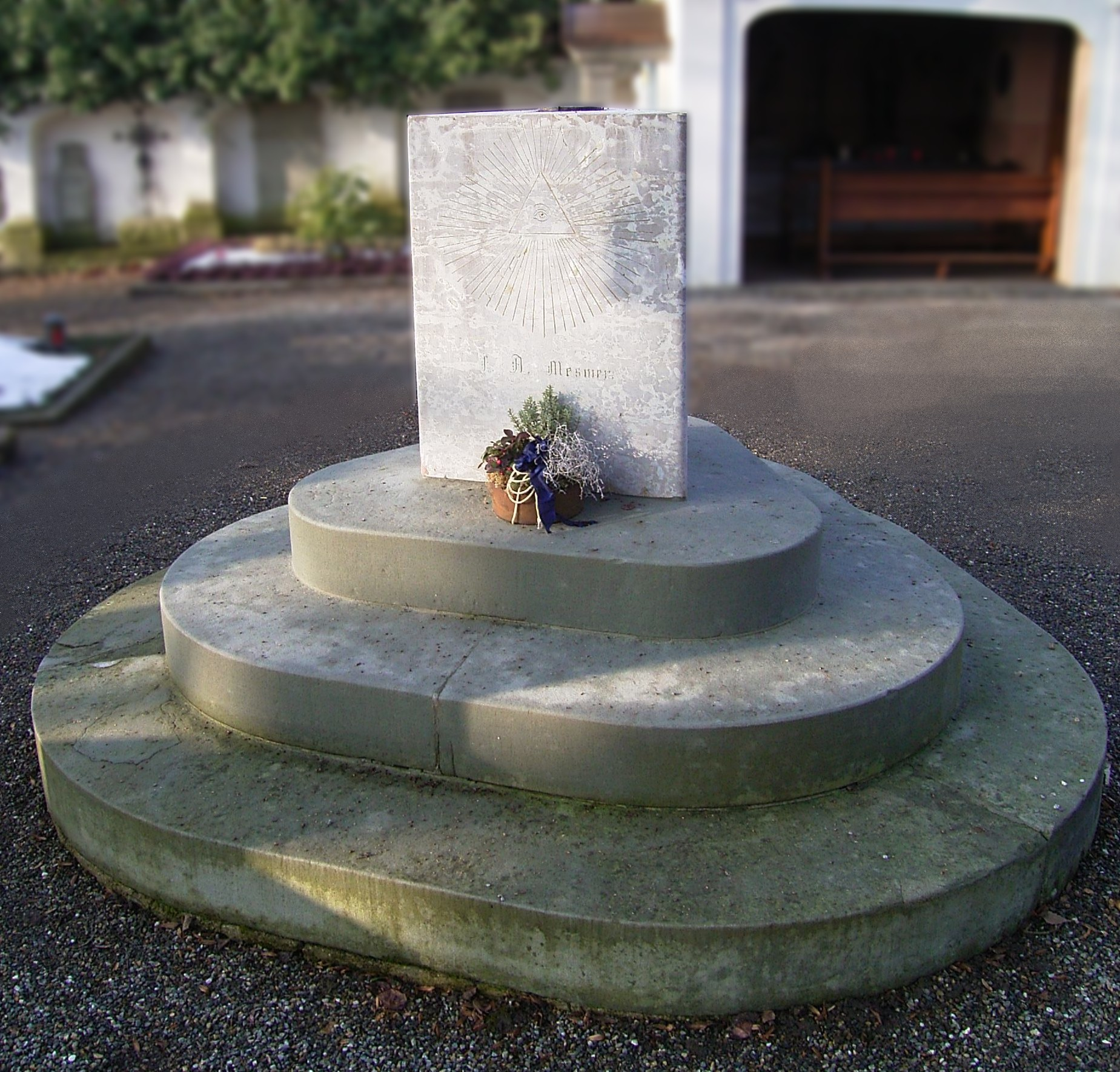
Grabstein von Franz Anton Mesmer

### Schriftsteller und ihre Angehörigen
- Joseph von Laßberg (1770–1855), Forstmann, Germanist und Schriftsteller
- Annette von Droste-Hülshoff (1797–1848), Schriftstellerin, Dichterin und Komponistin
- Amalie Hassenpflug (1800–1871), Schriftstellerin, Freundin von Annette von Droste-Hülshoff
- Carl Caspar von Droste zu Hülshoff (1843–1922), Offizier, Unternehmer und Gutsbesitzer
- Fritz Mauthner (1849–1923), Philosoph und Schriftsteller. (Lage).
- Harriet Straub (1872–1945), Ärztin und Schriftstellerin. (Lage).
- Helene Freifrau von Bothmer (1908–1996), Museumskuratorin und Model

### Künstler
- Karl Raichle (1889–1965), Zinnschmied und Metallkünstler
- Edith Müller-Ortloff (1911–1994), Bildteppich-Künstlerin
- Arthur Binder (1919–1976), Schauspieler und Hörspielsprecher

### Maler
- Hans Dieter (1881–1968), Landschaftsmaler, Zeichenlehrer und Dichter

### Ärzte
- Franz Anton Mesmer (1734–1815), Arzt, Heiler und Begründer der Lehre vom thierischen Magnetismus. (Lage).

### Juristen
- Karl Heinrich Friauf (1931–2016), Staatsrechtler